# Bayern
Bayern (tiếng Đức: Freistaat Bayern; Tiếng Bayern: Freistoot Bayern) là bang lớn nhất nằm cực nam của Đức ngày nay, với diện tích 70.553 km² và dân số 12,4 triệu người (đứng hàng thứ hai sau Nordrhein-Westfalen). Thủ phủ của bang là München. Về phía nam và đông nam Bayern có biên giới với các bang Tyrol, Salzburg và Oberösterreich của Áo, về phía đông với các vùng Karlovy Vary, Plzeň của Cộng hòa Séc, phía tây với Baden-Württemberg, tây bắc với Hessen, phía bắc Thüringen và phía đông bắc với Sachsen. Cái tên Freistaat Bayern (bang tự do) có từ tháng 11 năm 1918 khi Bayern trở thành một nước không có chế độ quân chủ nữa. Theo truyền thống thì tiểu bang Bayern chia làm ba vùng Franken (ngày nay gồm 3 tỉnh Ober-, Mittel- und Unterfranken), Schwaben và Altbayern (tỉnh Oberpfalz, Ober - và Niederbayern).

## Những thành phố lớn
| Thành phố     | Dân số vào ngày 31. 12. 2000 | Dân số vào ngày 31. 12. 2005 | Dân số vào ngày 31. 12. 2010 | Thay đổi 2000–2010 theo % |
| ------------- | ---------------------------- | ---------------------------- | ---------------------------- | ------------------------- |
| München       | 1.210.223                    | 1.259.677                    | 1.353.186                    | +11,81                    |
| Nürnberg      | 488.400                      | 499.237                      | 505.664                      | +3,53                     |
| Augsburg      | 254.982                      | 262.676                      | 264.708                      | +3,81                     |
| Regensburg    | 125.676                      | 129.859                      | 135.520                      | +7,83                     |
| Würzburg      | 127.966                      | 133.906                      | 133.799                      | +4,56                     |
| Ingolstadt    | 115.722                      | 121.314                      | 125.088                      | +8,09                     |
| Fürth         | 110.477                      | 113.422                      | 114.628                      | +3,76                     |
| Erlangen      | 100.778                      | 103.197                      | 105.629                      | +4,81                     |
| Bayreuth      | 74.153                       | 73.997                       | 72.683                       | −1,98                     |
| Bamberg       | 69.036                       | 70.081                       | 70.004                       | +1,40                     |
| Aschaffenburg | 67.592                       | 68.642                       | 68.678                       | +1,61                     |
| Landshut      | 58.746                       | 61.368                       | 63.258                       | +7,68                     |
| Kempten       | 61.389                       | 61.360                       | 62.060                       | +1,09                     |
| Rosenheim     | 58.908                       | 60.226                       | 61.299                       | +4,06                     |
| Neu-Ulm       | 50.188                       | 51.410                       | 53.504                       | +6,61                     |
| Schweinfurt   | 54.325                       | 54.273                       | 53.415                       | −1,68                     |
| Passau        | 50.536                       | 50.651                       | 50.594                       | +0,11                     |
| Hof           | 50.741                       | 48.723                       | 46.286                       | −8,78                     |
| Freising      | 40.890                       | 42.854                       | 45.223                       | +10,60                    |
| Straubing     | 44.014                       | 44.633                       | 44.450                       | +0,99                     |

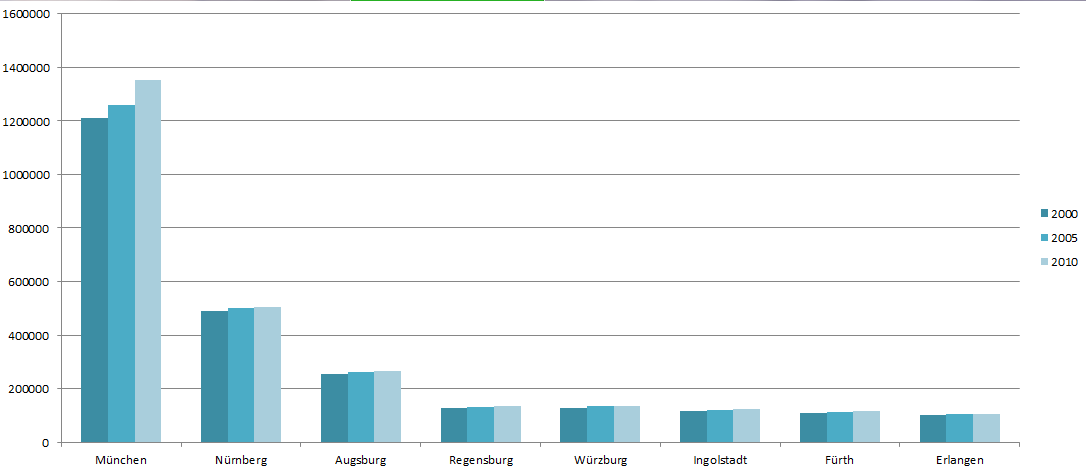
Sự phát triển dân số tại các thành phố lớn ở Bayern

Các Vùng hành chính (và cũng là các tỉnh) tại Bayern: Thượng Bayern, Hạ Bayern, Thượng Pfalz, Thượng Franken, Trung Franken, Hạ Franken, Schwaben
Nguồn: Bayerisches Landesamt für Statistik und Datenverarbeitung

### Sông ngòi
Sông chính là Donau, chảy từ Passau sang nước Áo. Các sông phụ lớn nhất của nó là (từ phía Tây):
- Iller, Lech, Isar, Inn (Chú ý: Chảy từ bên tay phải vào Donau)
- Sông Wörnitz, Altmühl, Naab và Sông Regen (Chú ý: Chảy từ bên tay trái vào Donau)

4 con sông đầu tiên dẫn từ dãy núi Alpen và mang theo nhiều nước xuống nhất.

Phần lớn vùng Franken là nước từ sông Main và những sông phụ như (sông Regnitz và Tauber từ bên trái, sông Fränkische Saale từ bên phải) chạy về hướng Tây vào sông Rhein. Ở Đông bắc vùng Oberfranken có nguồn của 2 sông phụ Sächsische Saale và Eger, từ phía bên trái chảy vào sông Elbe.

## Lịch sử

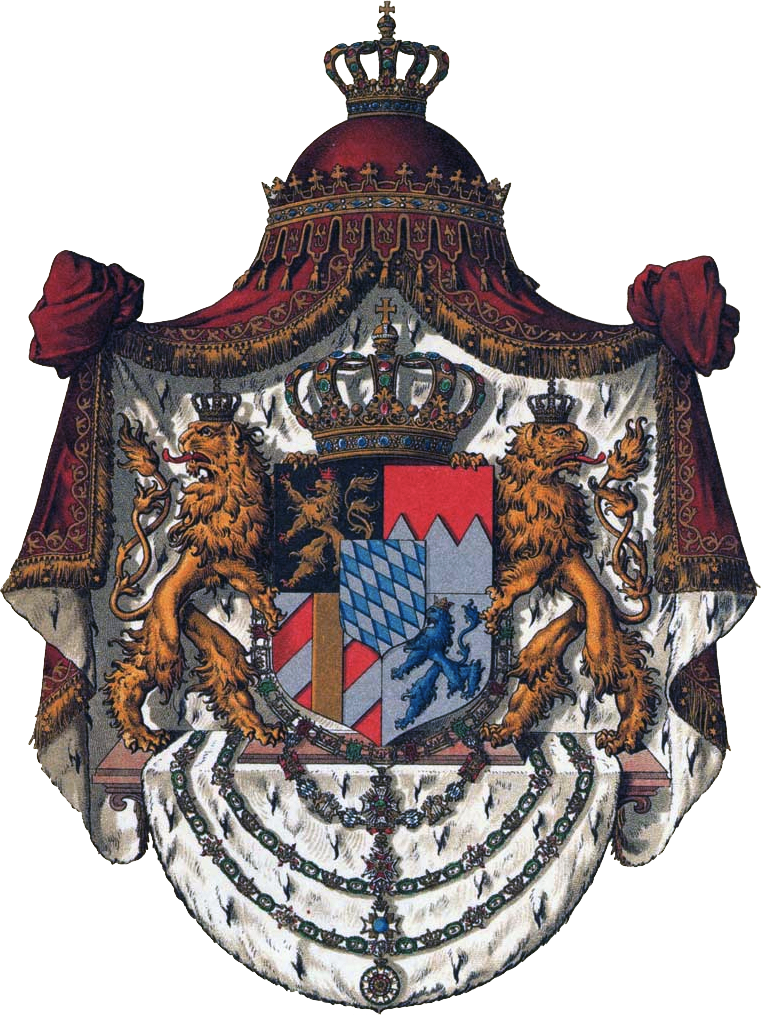
Huy hiệu của vương quốc Bayern

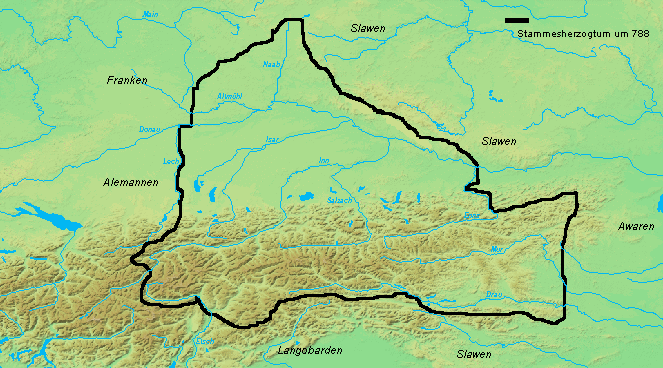
Công quốc Bayern
trong thế kỷ 8

Lối viết tên của bang này với mẫu tự "y" là theo quy định của Quốc vương Bayern Ludwig I của Bayern vào ngày 20 tháng 10 năm 1825, thay thế cho lối viết trước đó "Baiern".
Trong triều đại hoàng đế Augustus, vùng Altbayern ở phía nam sông Donau, mà được cư trú bởi người Celt, là một phần của đế quốc La Mã. Khi đế quốc này tan rã, dân tộc Bajuwaren hình thành, có lãnh thổ giữa sông Donau và dãy núi Alpen.
Từ 555 sau Công nguyên có văn kiện về sự tồn tại của một công quốc Baiern với cơ sở ở Freising và Regensburg dưới triều đại Agilolfinger. Chiến thắng của hoàng đế Charlemagne đối với công tước của Baiern Tassilo III 788 đánh dấu sự kết thúc của công quốc này. Từ 788 cho tới đầu thế kỷ 10 không có một công tước Baiern nào cả. Nhà Karolinger cai trị như vua của Baiern và bổ nhiệm thống đốc để cai quản nước này.

## Danh lam thắng cảnh
Bang Bayern có hơn 1000 năm văn hiến.

Theo điều 3 của Hiến pháp Bayern thì đây là một nước văn hóa. Bayern ủng hộ trong ngân sách năm 2003 văn hóa và nghệ thuật mỗi năm 500 triệu Euro, ngoài ra còn có sự hỗ trợ của các làng xã, và tư nhân.

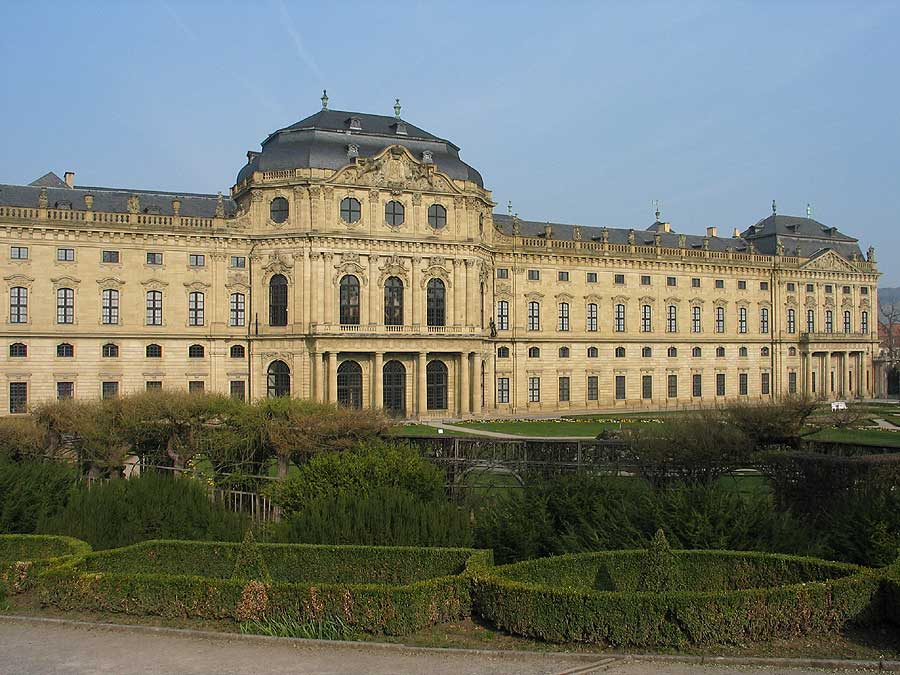
Würzburger Residenz
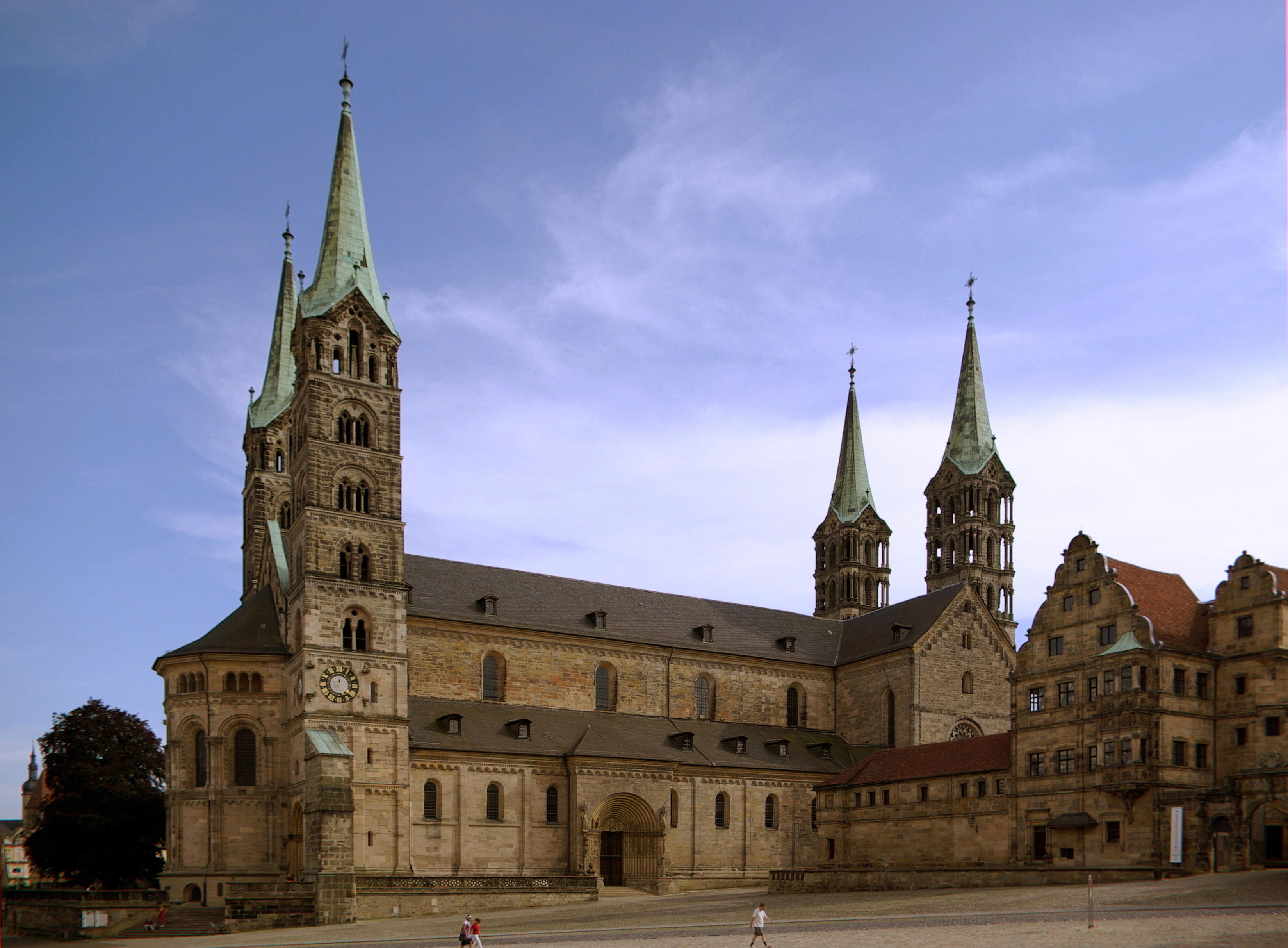
Bamberger Dom
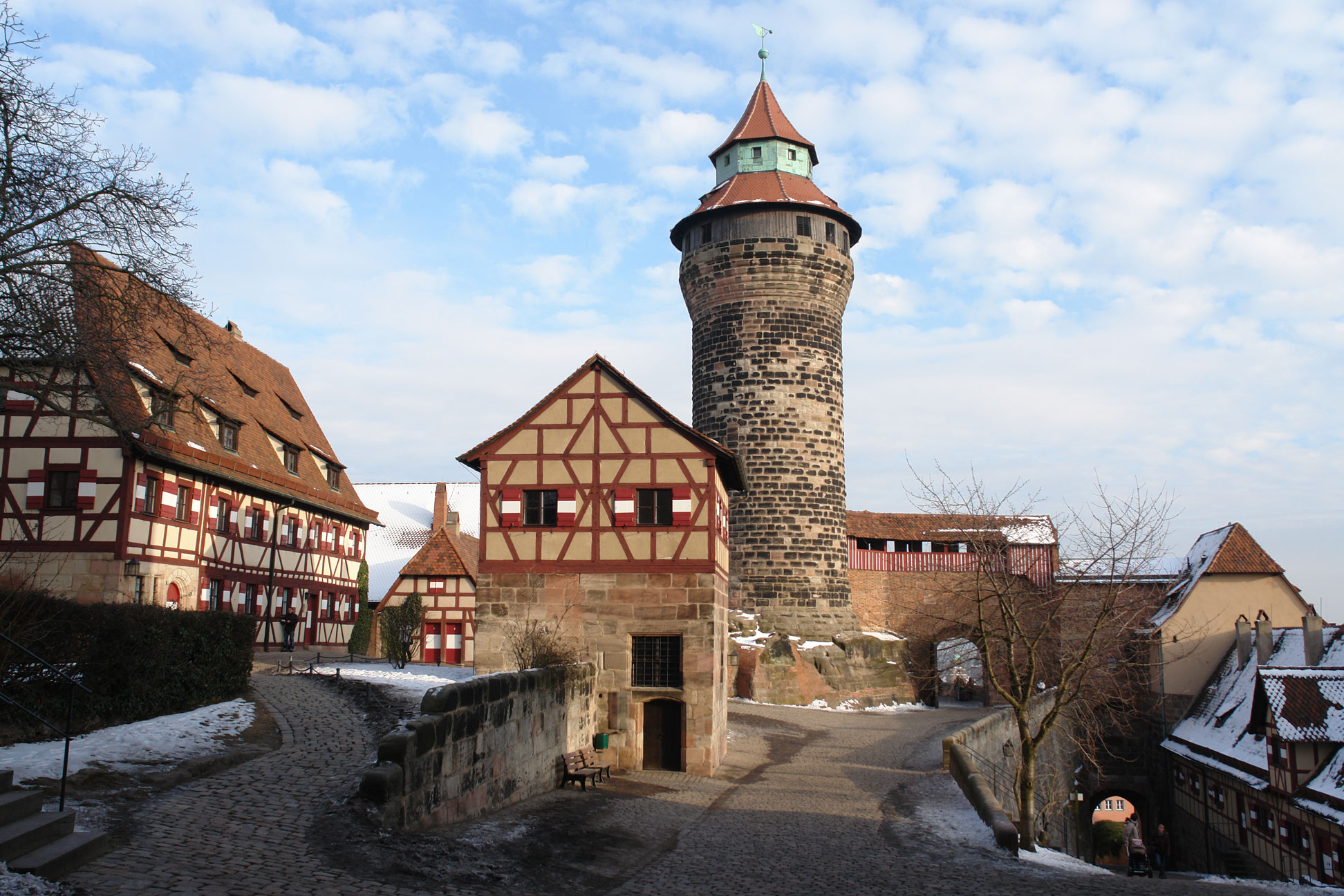
Nürnberger Kaiserburg
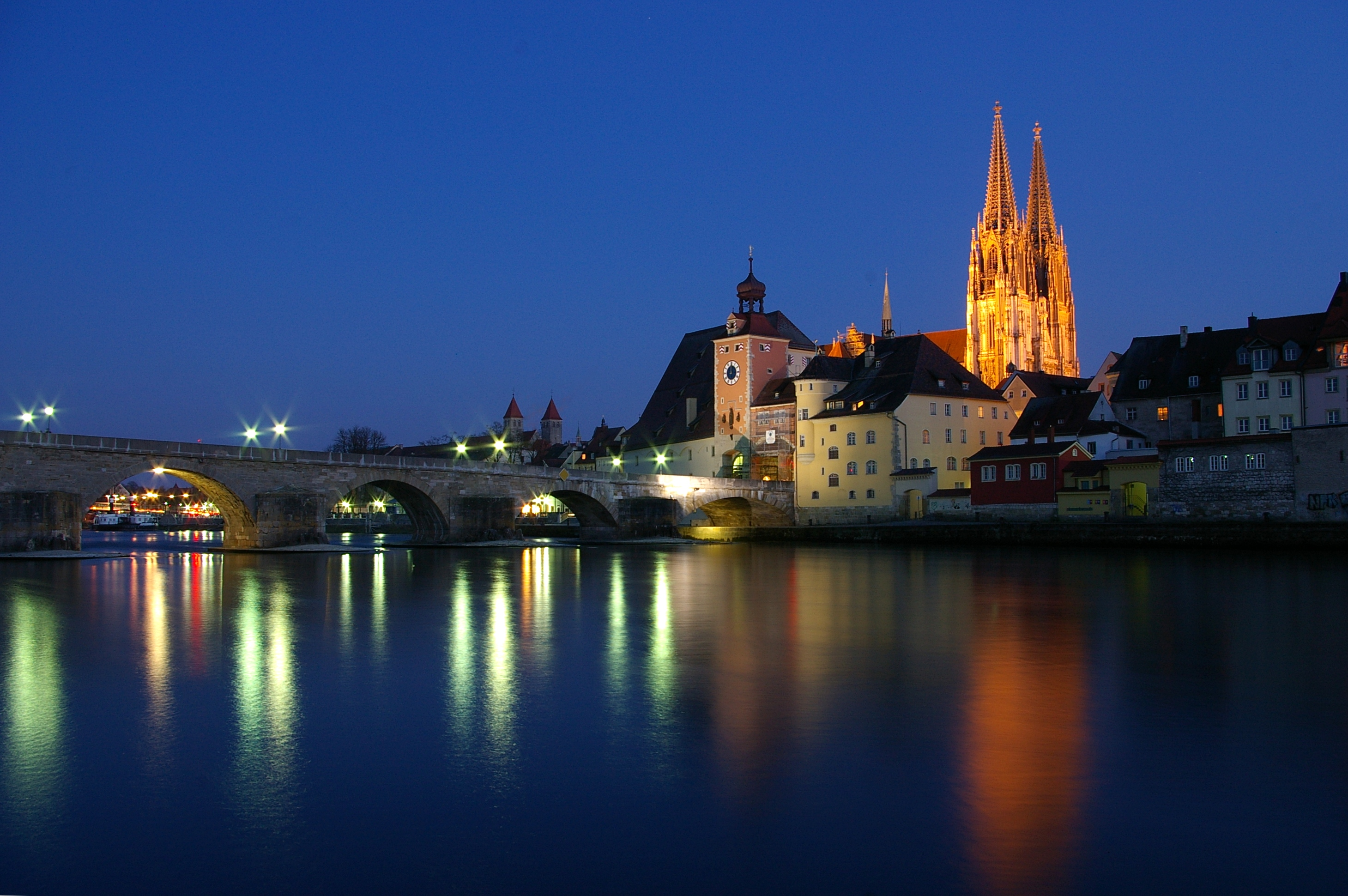
Steinerne Brücke và Dom tại Regensburg
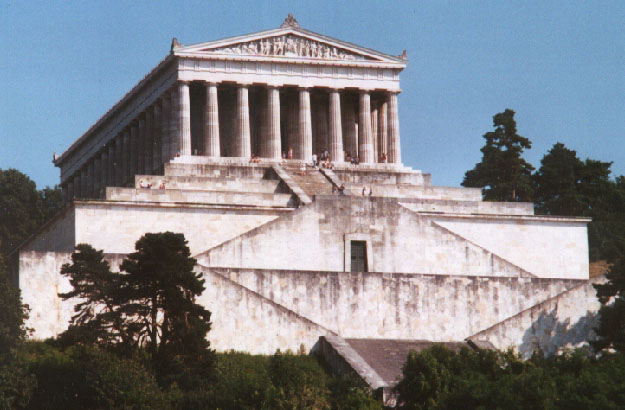
Walhalla, Donaustauf gần Regensburg
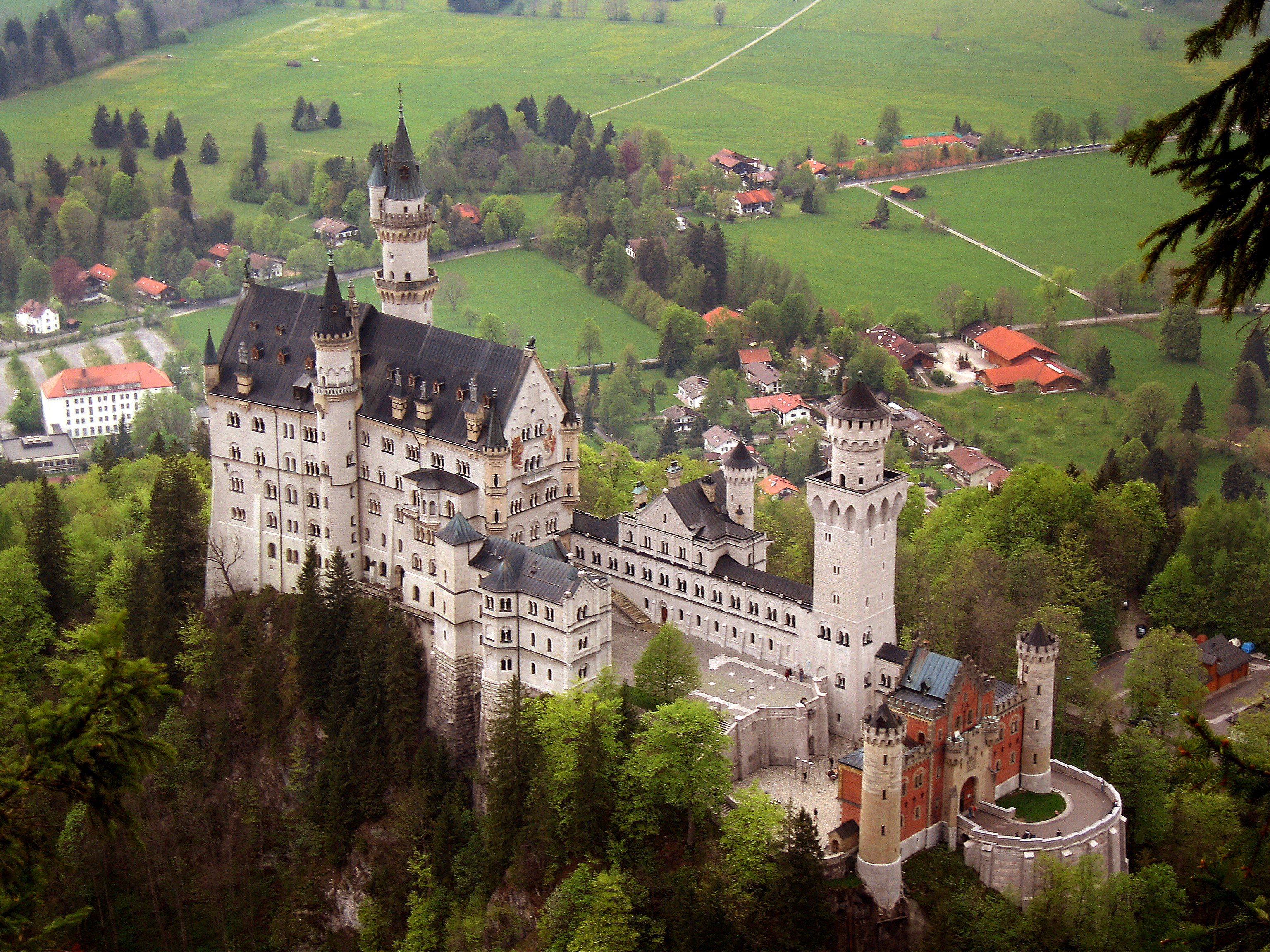
Lâu đài Neuschwanstein. Xây dựng từ năm 1869, đây là một trong những điểm du lịch nổi tiếng nhất của Đức.
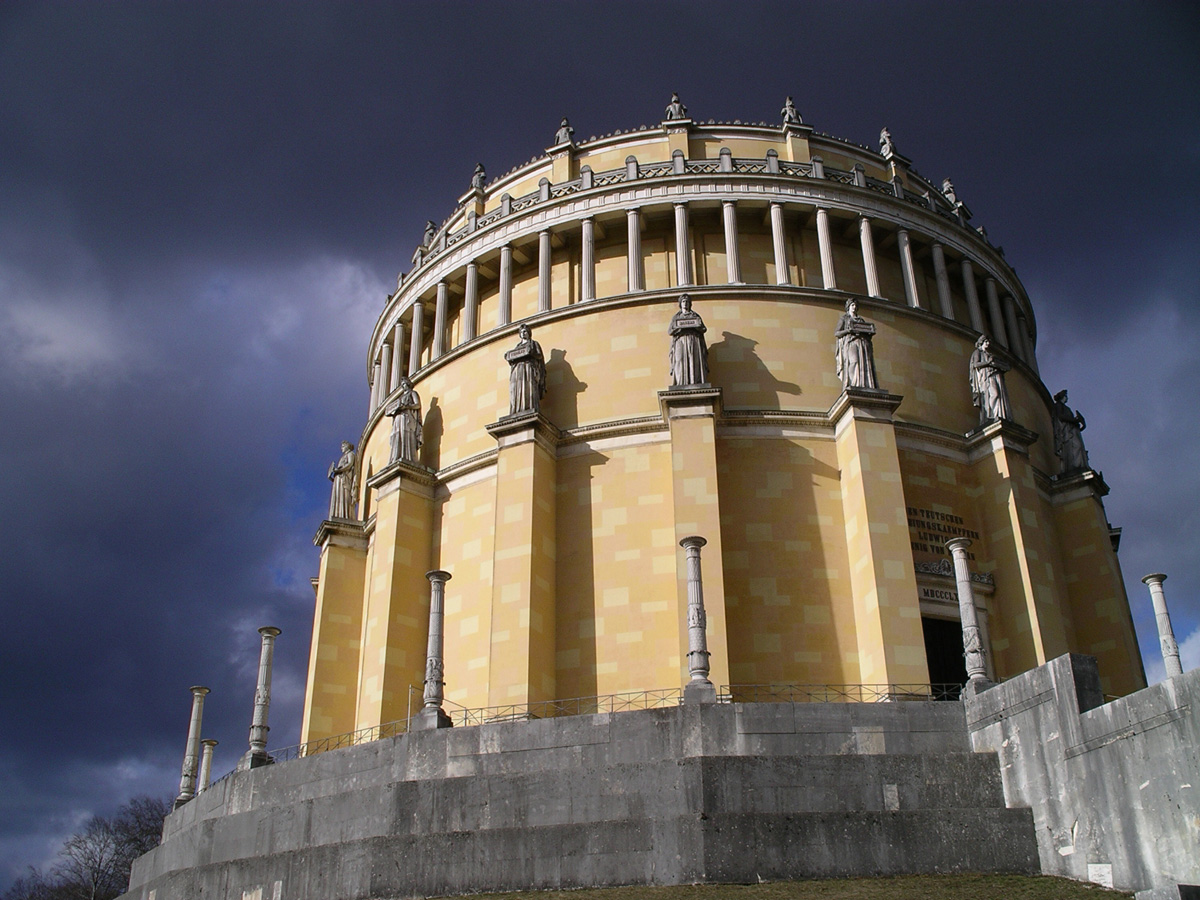
Befreiungshalle, Kelheim
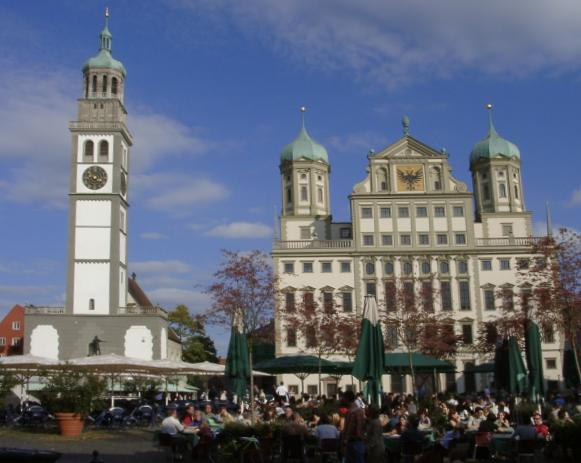
Augsburger Rathaus và Perlachturm
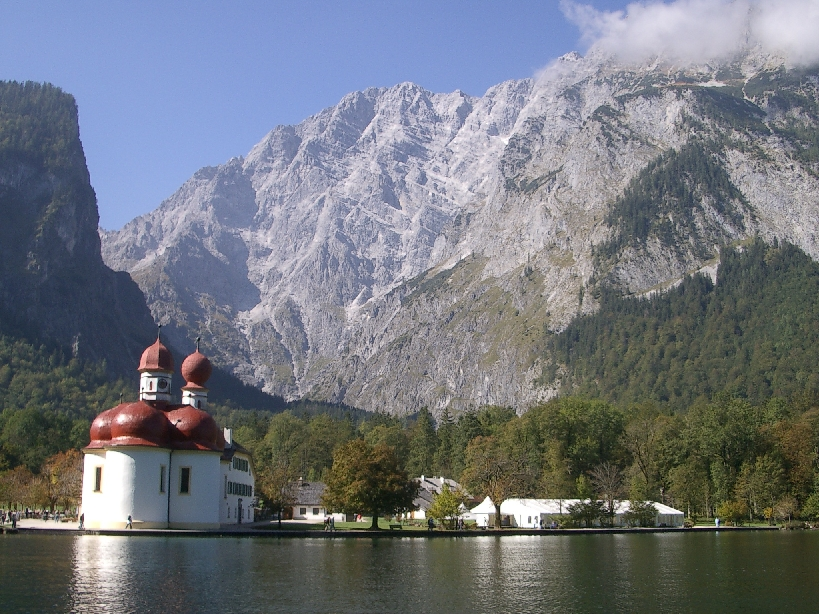
St. Bartholomä bên hồ Königssee
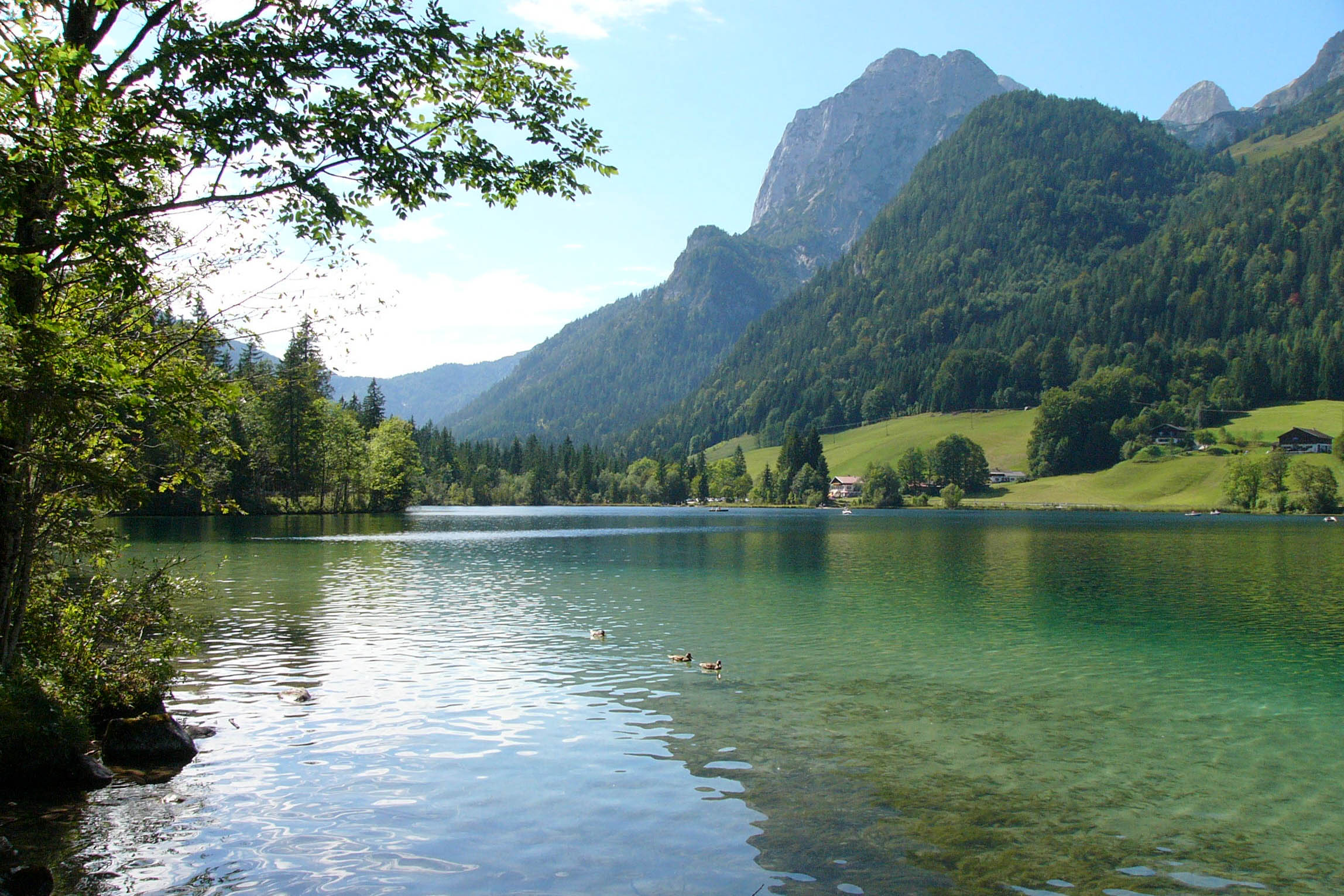
Hintersee tại Ramsau gần Berchtesgaden
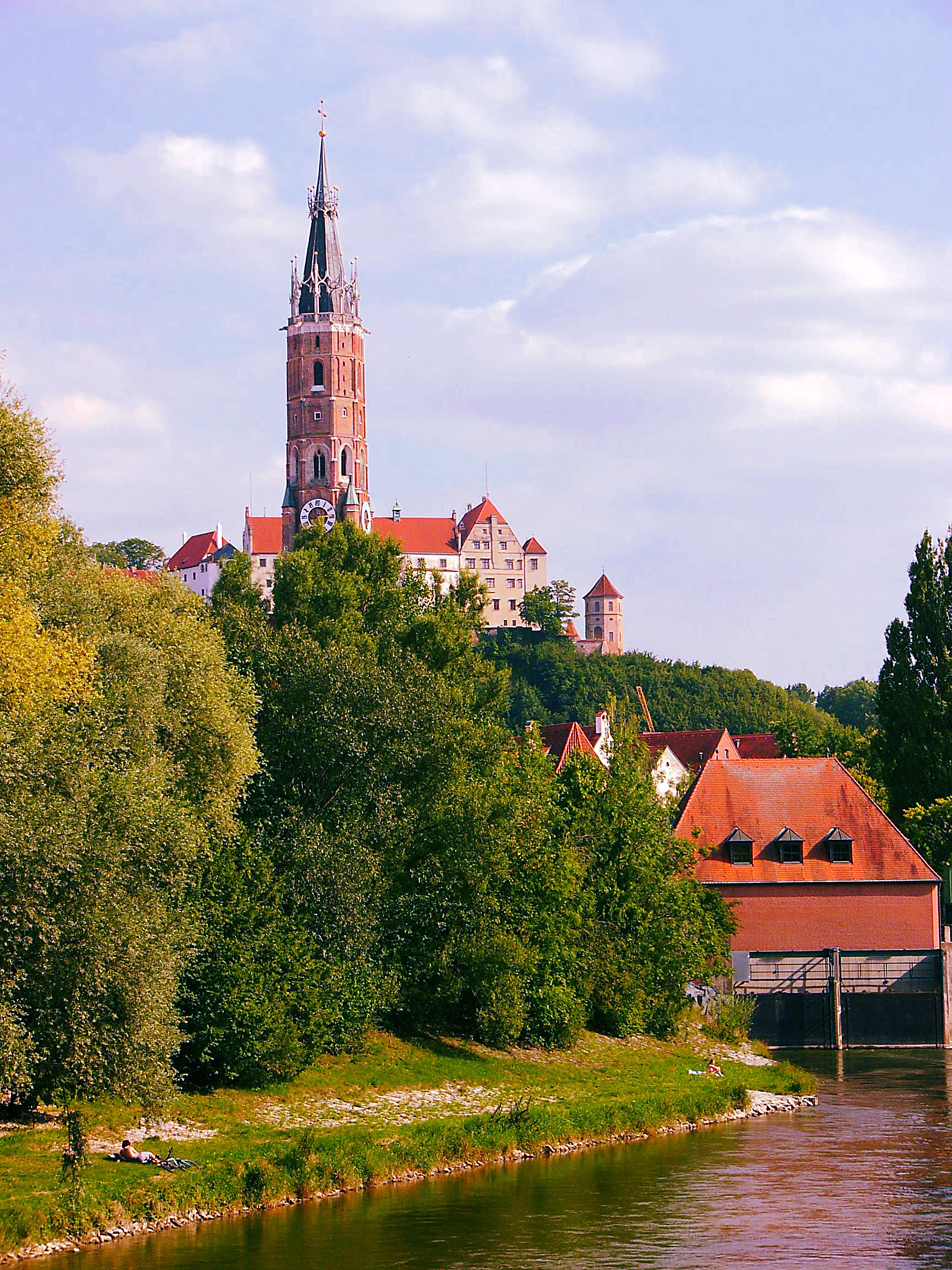
Tháp nhà thờ Stiftsbasilika St. Martin tại Landshut với 130,60 m là tháp bằng gạch nung cao nhất thế giới, đằng sau là lũy Burg Trausnitz.
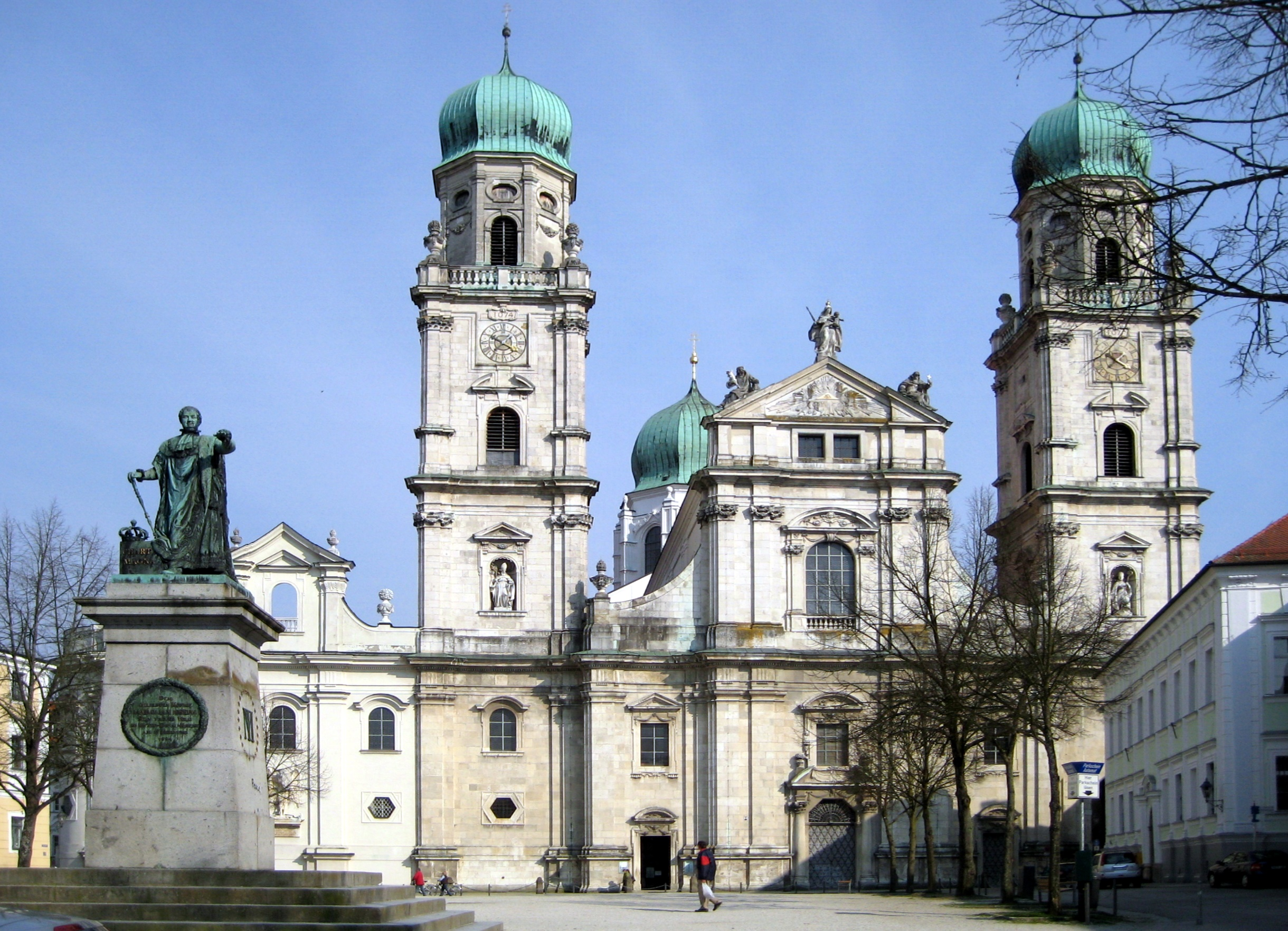
Stephansdom tại Passau với nhạc cụ Domorgel lớn nhất thế giới.